# Escola jurídica da Universidade Howard
A Escola jurídica da Universidade Howard (também conhecida como jurídica de Howard ou HUSL) é uma das escolas de graduação profissional da Universidade Howard. Localizada em Washington, D.C., é uma das escolas jurídicas mais velhas dos Estados Unidos e a escola jurídica negra mais velha do país.
Hoje, a Escola jurídica da Universidade Howard confere, aproximadamente, 185 diplomas Juris Doctor e mestrados em direito anualmente a estudantes dos Estados Unidos e de países da América do Sul, Caribe, África, e Ásia. Em 1931, a Escola jurídica da Universidade Howard era apoiada pela American Bar Association e pela Associação Americana de Escolas jurídicas.

## História
A Universidade Howard abriu a seu departamento jurídico, liderado por John Mercer Langston, em 6 de janeiro de 1869. Os fundadores da jurídica de Howard reconheceram “uma grande necessidade de treinar advogados que teriam uma forte compromisso em ajudar americanos negros a se manterem seguros e protegidos os seus direitos recentemente conquistados” durante a tumultuosa Reconstrução do país.
A primeira classe consistiu em seis estudantes que se encontravam três tardes por semana nas casas e escritórios dos quatro professores do departamento. As aulas foram realizadas em vários locais ao longo dos anos antes da escola jurídica antes de seu local atual em 2900 Van Ness Rua New W em 1974. Na época, para o programa LL.B eram necessários apenas dois anos de estudo. Dez estudantes foram premiados com graus na primeira cerimônia de formação, que foi realizada em 3 de fevereiro de 1871. A escola era filiada a Associação de Advogados e a Associação de Escolas de Direito em 1931.

### Mulheres na Escola Jurídica de Howard
A escola jurídica de Howard foi uma das primeiras escola dos Estados Unidos a não ter uma política discriminatória de admissões, admitindo estudantes de ambos os sexos junto com estudantes negros no estabelecimento. A experiência de admitir mulheres foi progressiva, mas apenas oito mulheres se formaram na escola durante os primeiros  30 anos de sua existência.
A primeira advogada negra dos Estados Unidos, Charlotte E. Ray, foi admitida no programa jurídico de Howard em 1869 e se formou em 1872. Apesar da política de não-discriminação de Universidade Howard, é relatado que Charlotte foi aplicada ao programa direito usando suas iniciais para disfarçar seu sexo porque ela era "desconfiada dos compromissos relutantes da escola para o princípio da igualdade sexual."
Uma outra mulher, Mary Ann Shadd, alegou ter sido admitida no programa de lei de Howard em setembro de 1869, antes de Ray. Entretanto, Carey também diz que foi barrada da graduação por causa de seu gênero e se formou realmente em 1883.
Eliza A. Chambers, uma estudante branca no início do programa de lei de Howard, foi admitida em 1885 e concluiu com êxito o curso de estudo de três anos. Entretanto, dizem que “a escola se recusou a entregar o nome [de Eliza] para os examinadores, para a admissão de praticar, omitir-la da lista de seus colegas do sexo masculino a quem eles recomendaram, simplesmente porque ela era uma mulher.”

### Ligação com o Movimento dos Direitos civis
A Escola jurídica da Universidade Howard têm ligações significativas com o Movimento dos Direitos Civis. O trabalho de um antigo decano da escola, Charles Hamilton Houstonpara a NAACP deu a ele o título de "O Homem que Matou Jim Crow." Thurgood Marshall, um formando de 1933 da Escola de Howard, argumentou para a Suprema Corte com sucesso no caso Brown v. Board of Education e em 1967 se tornou o primeiro juiz afro-americano da mesma.